# 江越大賀
江越 大賀（えごし たいが、1993年3月12日 - ）は、長崎県南島原市出身の元プロ野球選手（外野手）。右投右打。

## 経歴

### プロ入り前
南島原市立慈恩寺小学校2年からソフトボールを始める。5歳から中学1年までは空手もやっており、大会で優勝するなど身体能力の高さを見せていた。南島原市立西有家中学校時代は同校の軟式野球部に所属。海星高校時代には春夏共に阪神甲子園球場での全国大会に出場できなかったこともあり、プロ志望届は提出せず駒澤大学の法学部法律学科に進学した。

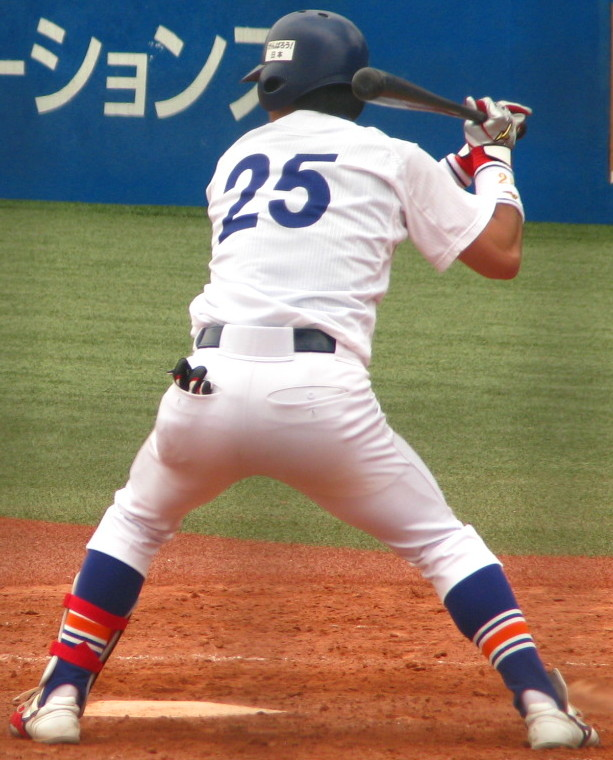
2014年4月29日
駒大時代

駒澤大学時代には、1年春からリーグ戦に出場。3年時には、日米大学野球で日本代表入り。4年秋のリーグ戦では.357と高い打率を記録するとともに、チームの2001年秋季以来の26季振り優勝および、1994年以来の勝ち点5による完全優勝に貢献した。リーグ通算96試合に出場して、打率.236、11本塁打、42打点、16盗塁という成績を残した。2年春、3年秋、4年秋に外野手部門でベストナインを受賞。大学では、白崎浩之、戸柱恭孝、今永昇太とチームメイトだった。また、阪神でのチームメイトである梅野隆太郎、岩貞祐太、髙山俊、坂本誠志郎とは、大学時代にも同じ時期に日本代表へ選ばれていた縁で、当時から交流があったという。
2014年10月23日に行われたドラフト会議では、阪神タイガースから3位指名を受け、契約金6000万円、年俸1000万（金額は推定）という条件で入団した。背番号は25。
なお、指名後の11月14日から開催された明治神宮大会に東都大学野球連盟代表として出場し、決勝戦で2打点を挙げるなどの活躍で、駒澤大学の大会13年ぶりの優勝に貢献した。

### 阪神時代

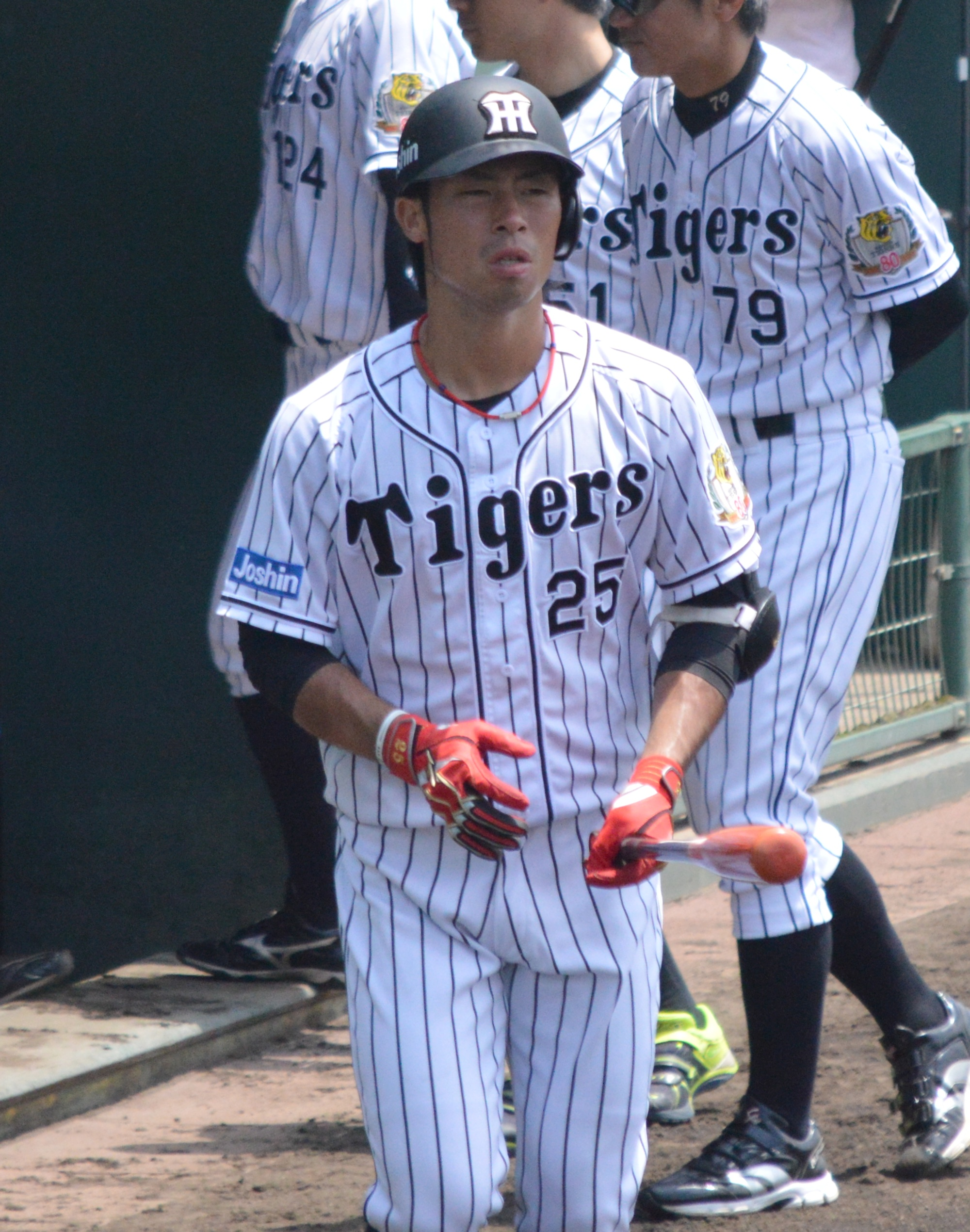
阪神タイガース時代（2015年）

2015年は、4月7日の対横浜DeNAベイスターズ戦（阪神甲子園球場）において、代打でプロ初安打を記録。4月28日の対東京ヤクルトスワローズ戦（甲子園）に「7番・中堅手」としてスタメンに起用されると、2回裏の第1打席（通算18打席目）で、成瀬善久からプロ初本塁打（3点本塁打）を放った。阪神の新人選手による一軍公式戦での初本塁打としては、1969年の田淵幸一に次ぐ球団史上2位の早さで、甲子園で放った事例は2004年の鳥谷敬以来であった。一軍公式戦全体では、7月下旬に2試合連続本塁打を放つなど、通算56試合の出場で5本塁打を記録。チームのシーズン3位で迎えた読売ジャイアンツとのクライマックスシリーズ ファーストステージ（東京ドーム）では、全3試合に「7番・中堅手」としてスタメンで起用されると、通算で8打数2安打1得点を記録した。
2016年、4月3日の対DeNA戦（横浜スタジアム）での代打でシーズン1号本塁打、次の4月7日の対巨人戦（東京ドーム）でも代打で2号本塁打を放った。すると翌4月8日の対広島東洋カープ戦（甲子園）で当季初の公式戦スタメン「2番・中堅手」として起用されると、1回裏の第1打席でもソロ本塁打を放ち、3試合にまたがる3打席連続本塁打を達成。さらに翌日4月9日の同カードでの2番スタメン起用でも第1打席に黒田博樹からのソロ本塁打で、阪神では2009年のクレイグ・ブラゼル以来、阪神の日本人選手としては新たに就任した一軍監督・金本知憲の現役時代（2005年）以来の4試合連続本塁打を記録した。この好調さを金本新監督から高く買われ3番に抜擢されることもあったが、4月下旬から21打席連続無安打を経験するなど調子を崩し、5月上旬以降は一軍と二軍を往復。一軍公式戦では、通算72試合の出場で、打率.209ながら7本塁打を記録した。
2017年は前年に続いて一軍と二軍を往復。一軍公式戦では主に代走、守備固めとして28試合に出場したが、プロ入り後初めて本塁打を打てず、打率も.077にとどまった。レギュラーシーズン2位で臨んだDeNAとのクライマックスシリーズ　ファーストステージ（甲子園）では、代打や代走で全3試合に出場した。シーズン終了後の秋季キャンプ以降は、スイッチヒッターへの転向の視野に、左打ちの練習に取り組んだ。
2018年はシーズン前に登録を右投右打から右投両打に変更したが、開幕を控えた3月中旬頃にスイッチヒッターを断念。再び右打ちに専念した。シーズンの大半を二軍で過ごし、一軍公式戦では、5月12日の対広島戦（MAZDA Zoom-Zoom スタジアム広島）で自身2年ぶりの本塁打を放ったが、29試合の出場で打率が.150と低迷。前年に続いて代走、守備固めとして出場することがほとんどで、本塁打もこの1本だけにとどまった。ウエスタン・リーグの公式戦では、開幕から主に1番打者として88試合に出場し、リーグの規定打席へ到達。打率は.212ながら、リーグ2位の15本塁打・51得点、リーグ3位の25盗塁を記録し、二軍の8年ぶりリーグ優勝・12年ぶりのファーム日本選手権制覇に貢献した。ちなみに、15本塁打のうち8本は、（2度にわたる2試合連続を含む）初回先頭打者本塁打であった。
2019年は主に代走、守備固めとして49試合に出場した。
2020年は9月25日に球団で起った集団感染の球団ルールでの濃厚接触者となったため、登録を抹消された。10月9日にウエスタン・リーグに実践復帰をすると、フォームをバットを短く持って寝かすフォームに改造し、ウエスタン・リーグで打率.338の成績を収め、11月3日再昇格した。一軍で45試合出場したが代走、守備固めでの出場がほとんどで、打席数は13打席に留まり無安打であった。
2021年はキャンプは二軍で迎えたが、開幕一軍入りを果たした。主に代走、守備固めとして起用され、31試合に出場したが、打席は3打席にとどまり、2年連続一軍無安打となった。12月3日、契約更改を行い200万円ダウンの推定年俸1100万円でサインを行った。
2022年は主に代走、守備固めとして24試合に出場した。

### 日本ハム時代
2022年シーズンオフの10月18日、齋藤友貴哉とともに、渡邉諒、髙濱祐仁との2対2の交換トレードで北海道日本ハムファイターズへ移籍することが発表された。背番号は37。
2023年3月に右手首、4月に肋骨を骨折するなどの怪我に見舞われながらも、自身初となる100試合出場を達成した。2022年までは守備固めや代走としての出場が多かったが、2023年は176回打席に立ち、6月9日に行われた古巣の阪神タイガース戦で西純矢からソロ本塁打を放つなど、打撃でも存在感を見せた。
2024年4月21日、イースタン・リーグのオイシックス戦で、プロ初の二塁を守った。同年は二軍生活が長く、一軍では代走や守備固めとして19試合出場にとどまり、10月22日に戦力外通告を受けた。11月12日に現役引退することが報じられた。

### 現役引退後
2025年1月1日付で阪神の野球振興室のアカデミーコーチに就任。

## 選手としての特徴

### 守備・走塁
高い身体能力を誇り、50m走5秒8、二塁到達7秒0、二塁から本塁到達5秒89を記録する俊足と、遠投120mを記録する強肩を兼ね備える。守備範囲も広く金本知憲からは「別格」と評価され、矢野燿大も「野人」と称するなど、その身体能力は歴代の指導者から高く評価されている。2016年オフに阪神選手会を代表して出演した『プロ野球No.1決定戦!バトルスタジアム』（読売テレビ、2017年1月放送）において、「カミワザキャッチング」という競技で優勝したことにより「守備NO.1」の称号を得ている。
高い走塁・盗塁技術も持ち味で。2022年3月19日の対オリックスのオープン戦では、江越が二塁にいる時に打席にいた熊谷敬宥が出塁して、一塁に送球された際に二塁から本塁まで走塁して得点をしたこともある。

### 打撃
長崎県の海星高校時代から「3割、30本、30盗塁（トリプルスリー）を目指せる右のスラッガー」と評価されていた。一方で確実性に課題を残し、掛布雅之からは「チームで1、2を争うだけの身体能力がありながら、ボールとバットが当たらない」と評されており、平田勝男からは「練習だけ見たら3億円プレーヤー」という表現で欠点を指摘された。
2017年の秋季キャンプからは、その打開策の一環として監督の金本知憲や一軍打撃コーチの片岡篤史（いずれも当時）の勧めで両打へ挑戦。しかし、2018年のオープン戦序盤まで挑戦を続けた後、中盤から再び右打に専念した。
金本監督時代には「3番・中堅手」として固定する計画があったものの、2017年以降はスタメンでの起用が激減している。

## 人物
愛称は「エゴ兄」。趣味はゴルフであり、休日はゴルフをするという。
両親を尊敬しており、プロ野球選手になっていなかったら父の職業である大工になっていたという。
祖父が読売ジャイアンツの大ファンで、本人も少年時代は松井秀喜、学生時代は長野久義に憧れていた。「大賀」という名前の由来も、「土台のしっかりした人間になって欲しい」という願いが込められた「大」と、「みんなに祝ってもらえる」という意味を持つ「賀」を、実父が組み合わせたもので、虎やタイガーとは無関係とされている。もっとも、名前の読み（たいが）が阪神のニックネーム（タイガース）を連想させることから、本人はドラフト会議で阪神から指名を受けた際に「阪神との縁を感じる」という喜びのコメントを寄せた。

## 家族
実弟の海地は大賀と同様に外野手として海星高校でプレー。2年時の夏には、1学年先輩の永江恭平などと共に第93回全国高等学校野球選手権全国大会へ出場すると、東洋大学附属姫路高校との2回戦で原樹理から安打を放った。現在は三菱重工長崎硬式野球部を経て三菱重工East硬式野球部でプレーを続けている。

## 詳細情報

### 年度別打撃成績
| 年 度      | 球 団      | 試 合 | 打 席 | 打 数 | 得 点 | 安 打 | 二 塁 打 | 三 塁 打 | 本 塁 打 | 塁 打 | 打 点 | 盗 塁 | 盗 塁 死 | 犠 打 | 犠 飛 | 四 球 | 敬 遠 | 死 球 | 三 振 | 併 殺 打 | 打 率 | 出 塁 率 | 長 打 率 | O P S |
| ---------- | ---------- | ----- | ----- | ----- | ----- | ----- | -------- | -------- | -------- | ----- | ----- | ----- | -------- | ----- | ----- | ----- | ----- | ----- | ----- | -------- | ----- | -------- | -------- | ----- |
| 2015       | 阪神       | 56    | 176   | 168   | 21    | 36    | 8        | 3        | 5        | 65    | 16    | 2     | 0        | 0     | 0     | 6     | 0     | 2     | 64    | 0        | .214  | .250     | .387     | .637  |
| 2016       | 阪神       | 72    | 217   | 191   | 33    | 40    | 6        | 1        | 7        | 69    | 20    | 4     | 3        | 2     | 3     | 18    | 0     | 3     | 78    | 2        | .209  | .284     | .361     | .645  |
| 2017       | 阪神       | 28    | 18    | 13    | 3     | 1     | 0        | 0        | 0        | 1     | 0     | 1     | 0        | 0     | 0     | 3     | 0     | 2     | 5     | 0        | .077  | .333     | .077     | .410  |
| 2018       | 阪神       | 29    | 40    | 40    | 6     | 6     | 2        | 0        | 1        | 11    | 1     | 3     | 0        | 0     | 0     | 0     | 0     | 0     | 22    | 0        | .150  | .150     | .275     | .425  |
| 2019       | 阪神       | 49    | 16    | 15    | 8     | 1     | 0        | 0        | 0        | 1     | 0     | 1     | 0        | 0     | 0     | 1     | 0     | 0     | 9     | 0        | .067  | .125     | .067     | .192  |
| 2020       | 阪神       | 45    | 13    | 10    | 11    | 0     | 0        | 0        | 0        | 0     | 1     | 3     | 1        | 0     | 1     | 2     | 0     | 0     | 6     | 0        | .000  | .154     | .000     | .154  |
| 2021       | 阪神       | 31    | 3     | 3     | 4     | 0     | 0        | 0        | 0        | 0     | 0     | 5     | 1        | 0     | 0     | 0     | 0     | 0     | 1     | 0        | .000  | .000     | .000     | .000  |
| 2022       | 阪神       | 24    | 5     | 4     | 4     | 0     | 0        | 0        | 0        | 0     | 0     | 4     | 0        | 0     | 0     | 1     | 0     | 0     | 3     | 0        | .000  | .200     | .000     | .200  |
| 2023       | 日本ハム   | 100   | 176   | 150   | 17    | 27    | 4        | 2        | 5        | 50    | 13    | 9     | 8        | 12    | 1     | 11    | 0     | 2     | 77    | 0        | .180  | .244     | .333     | .577  |
| 2024       | 日本ハム   | 19    | 10    | 10    | 1     | 0     | 0        | 0        | 0        | 0     | 0     | 0     | 2        | 0     | 0     | 0     | 0     | 0     | 7     | 0        | .000  | .000     | .000     | .000  |
| 通算：10年 | 通算：10年 | 453   | 674   | 604   | 108   | 111   | 20       | 6        | 18       | 197   | 51    | 32    | 15       | 14    | 5     | 42    | 0     | 9     | 272   | 2        | .184  | .245     | .326     | .572  |

- 2024年度シーズン終了時

### 年度別守備成績
| 年 度 | 球 団    | 外野  | 外野  | 外野  | 外野  | 外野  | 外野     |
| 年 度 | 球 団    | 試 合 | 刺 殺 | 補 殺 | 失 策 | 併 殺 | 守 備 率 |
| ----- | -------- | ----- | ----- | ----- | ----- | ----- | -------- |
| 2015  | 阪神     | 51    | 98    | 1     | 3     | 0     | .971     |
| 2016  | 阪神     | 60    | 97    | 0     | 2     | 0     | .980     |
| 2017  | 阪神     | 14    | 3     | 0     | 0     | 0     | 1.000    |
| 2018  | 阪神     | 24    | 29    | 0     | 0     | 0     | 1.000    |
| 2019  | 阪神     | 41    | 17    | 0     | 0     | 0     | 1.000    |
| 2020  | 阪神     | 39    | 17    | 0     | 0     | 0     | 1.000    |
| 2021  | 阪神     | 28    | 7     | 0     | 1     | 0     | .875     |
| 2022  | 阪神     | 18    | 8     | 1     | 1     | 0     | .900     |
| 2023  | 日本ハム | 88    | 137   | 4     | 1     | 0     | .993     |
| 2024  | 日本ハム | 19    | 9     | 0     | 0     | 0     | 1.000    |
| 通算  | 通算     | 382   | 422   | 6     | 8     | 0     | .982     |

- 2024年度シーズン終了時

### 記録
初記録
- 初出場：2015年4月2日、対東京ヤクルトスワローズ3回戦（明治神宮野球場）、6回裏に中堅手で途中出場
- 初打席：同上、7回表に山本哲哉から死球
- 初先発出場：2015年4月5日、対読売ジャイアンツ3回戦（東京ドーム）、「7番・中堅手」で先発出場
- 初安打：2015年4月7日、対横浜DeNAベイスターズ1回戦（阪神甲子園球場）、5回裏に井納翔一から右前安打
- 初本塁打・初打点：2015年4月28日、対東京ヤクルトスワローズ4回戦（阪神甲子園球場）、2回裏に成瀬善久から左越3ラン
- 初盗塁：2015年9月23日、対読売ジャイアンツ24回戦（東京ドーム）、4回表に二盗（投手：アーロン・ポレダ、捕手：加藤健）

その他の記録
- 3打席連続本塁打：2016年4月3日、対横浜DeNAベイスターズ3回戦で福地元春から左越2ラン、同年4月7日、対読売ジャイアンツ3回戦でスコット・マシソンから左越ソロ、同年4月8日、対広島東洋カープ1回戦で横山弘樹から左越ソロ ※3試合にまたいでの3打席連続本塁打は1977年の高木守道に次いで史上2人目[注 1]

### 背番号
- 25（2015年 - 2022年）
- 37（2023年 - 2024年）

### 登場曲
- 「Watch out for this」Major Lazer（2015年）
- 「Lean On」Major Lazer（2016年）
- 「maestro」九州男（2017年）
- 「Mama」Jonas Blue（2018年）
- 「High Hopes」Panic! at the Disco（2019年）
- 「Post Malone」Sam Feldt（2020年）
- 「Eden」MONKEY MAJIK（2021年）
- 「Believe」Folder5（2022年〈偶数打席〉）
- 「ココロのちず」BOYSTYLE（2022年〈奇数打席〉）
- 「小さな恋のうた」MONGOL800（2023年 - 2024年）

### 代表歴
- 第39回日米大学野球選手権大会日本代表